# Nicu Popescu
Nicolae Popescu (Chisináu, 25 de abril de 1981), más conocido como Nicu Popescu, es un autor y diplomático moldavo que se desempeña como Ministro de Relaciones Exteriores e Integración Europea de Moldavia desde agosto de 2021, previamente ocupó ese cargo de junio a noviembre de 2019. También es vice primer ministro de Moldavia desde agosto de 2021.
Fue Director del programa Wider Europe del Consejo Europeo de Relaciones Exteriores y profesor invitado en el Instituto de Estudios Políticos de París, la principal universidad de ciencias políticas de Francia.

## Biografía
Se graduó del Instituto Estatal de Relaciones Internacionales de Moscú en 2002 y continuó sus estudios en la Universidad de Europa Central, donde obtuvo una maestría y un doctorado en Relaciones Internacionales.
De 2005 a 2007 fue investigador en el Centro de Estudios Políticos Europeos (CEPS) en Bruselas, Bélgica. Durante dos mandatos entre 2007 y 2009 y 2011-2012, fue jefe de programa e investigador principal en la oficina del Consejo Europeo de Relaciones Exteriores (ECFR) en Londres. En 2010 y 2012-2013, fue asesor de política exterior del Primer Ministro de Moldavia (entonces Vlad Filat). En ese cargo se ocupó, entre otras cosas, del proceso de liberalización de visados entre la Unión Europea y Moldavia y la adhesión de Moldavia al Espacio Aéreo Común Europeo. Entre 2013 y 2018, trabajó como analista sénior en el Instituto de Estudios de Seguridad de la Unión Europea, el grupo de expertos oficial de política exterior de la UE.
Actualmente está casado y tiene dos hijos. Además de su idioma rumano nativo, habla inglés, ruso y francés con fluidez.
Ha publicado tres libros y más de 60 publicaciones académicas o políticas. Sus artículos aparecieron en Financial Times, New York Times, The Guardian, Foreign Policy, Le Monde, Le Soir y Euractiv, y tenía un blog en EUobserver.
En las primeras semanas de su mandato, pidió la adhesión de Moldavia a la Unión Europea. Entre sus prioridades clave estaban: la creación de proyectos de infraestructura conjuntos con Rumania y el resto de la UE. Trató de acelerar la construcción de un nuevo gasoducto que conectara Moldavia con Rumania, la abolición de los costos de roaming con Rumania y el resto de la UE, y la construcción de nuevos puentes a Rumania. También ha pedido la normalización de las relaciones de Moldavia con Rusia.